# Mercheros
« quinqui » redirige ici. Pour le genre cinématographique, voir Cinéma quinqui.
Les mercheros ou quinquis sont un groupe social d'Espagne traditionnellement nomade et de coutumes en bien des aspects similaires à celles des Roms quoiqu'ils n'aient pas la même origine. Ils sont également appelés caldereros (chaudronniers), quinquis ou quincalleros (quincailliers) et vendedores de quincalla (vendeurs de quincaille). Le mot est passé dans le langage courant comme un synonyme de délinquant ou de personne non fréquentable, au sens toujours péjoratif.
Leur nombre est estimé à environ 150 000 personnes. Beaucoup d'entre eux semblent utiliser une sorte de  créole ou de pidgin appelé Quinqui, qui comporte des éléments d'espagnol avec des archaïsmes, d'argot et d'erromintxela.
Leur mode de vie et leur vocabulaire sont semblables à ceux des Kalderàšas d'Europe de l'Est qui parlent un dialecte roumain méridional.

## Histoire
L'origine des mercheros est mal connue. Ils sont mentionnés dans des textes depuis le XVIIe siècle ; c'est pourquoi l'on a pensé qu'ils étaient des morisques retournés clandestinement en Espagne après leur expulsion en 1610 et devenus nomades pour éviter d'être reconnus et persécutés. Il arrive qu'ils soient appelés andarrios (« errant », « marcheur ») ou « vagabundos de Castilla » (« vagabonds de Castille »). D'autres hypothèses affirment qu'ils sont originaires d'Europe centrale, ou qu'ils étaient à l'origine des paysans espagnols qui ont changé d'activité pour des raisons de survie pendant le XVIe siècle. Enfin, une dernière hypothèse est que leur origine serait un mélange de toutes celles exprimées précédemment.
Le terme Merchera désigne également les femmes qui se sont engagés dans un processus de vol appelé la Mercha, qui consiste à cacher le produit du vol entre les vêtements et le corps, la plupart du temps, des vêtements ou de la nourriture.
Ils ont partagé pendant des siècles les activités et le mode de vie des Roms : le nomadisme, la vente et les taudis, c'est pourquoi les cas de métissage entre eux ne sont pas rares. Les mercheros, cependant, ne se considèrent ni Roms ni Gadjé et les mariages entre mercheros sont très fréquents. Cependant, certains auteurs prétendent qu'ils sont issus d'unions entre un père Rom et une mère Gadja ou entre une mère Romni et un père Gadjo.
Ils se déplacent surtout dans la moitié nord de l'Espagne, de la Galice au nord de l'Estrémadure. Ils ont un parler propre, qui ressemble à de l'espagnol avec des formes archaïques et des mots de caló et de germanía mais ce n'est pas très clair. Dans l'ouvrage Ethnologue: Languages of the World, le « Quinqui » est considéré comme une langue « non classée », c'est-à-dire, sans lien de parenté avec d'autres langues connues. Il y est seulement démontré qu'il est ou a été en contact avec les langues précédemment citées. 

Dans les années 1950 pendant la dictature de Franco, ils ont été contraints de se sédentariser, et comme les Roms, ont peuplé des bidonvilles à la périphérie des  grandes villes. Actuellement, les communautés les plus importantes de mercheros se situent à Valence, Valladolid, Madrid et Barcelone. À l'heure actuelle, de nombreux mercheros travaillent comme vendeurs de vêtements.

## Dans l'art
Le quinqui est une figure archétypique que l'on retrouve dans les arts narratifs, cinéma ou littérature.
Il incarne la figure du marginal, de plus basses classes de la société, venu de la périphérie.
Le quinqui se meut entre le rôle du délinquant méprisable, celui de la victime de la société et celui du rebelle face à un système injuste, et ce faisant, il expose les mécanismes profonds du système pénal et judiciaire. Parfois, ce délinquant s'inscrit dans un cadre social et économique très spécifique : chômage ou travail précaire, manque d'éducation, mal-logement, éloignement des services sociaux, situation familiale dysfonctionnelle, etc.
La prison et la maison de correction sont des espaces de transit, où le quinqui entre et sort, ou s'échappe. Ce sont des bâtiments déprimants, laids, généralement situés en périphérie urbaine, construits pour cacher la misère sociale, où prédomine la solitude, le sentiment que la réintégration ou la rééducation est impossible et où se reproduisent les schémas de domination.
Parfois, ils n’apparaissent pas comme des êtres victimisés puisqu’ils se montrent capables de s'organiser collectivement et de générer leur propre sous-culture avec ses propres normes et devoirs, sa camaraderie et sa loyauté. De ce point de vue, le quinqui non seulement transgresse par sa manière de vivre la normativité dominante (le système de propriété bourgeois, par exemple), mais subvertit également l’image de la modernité que la ville cherche à diffuser. 

## Mercheros célèbres
Le merchero le plus célèbre est Eleuterio Sánchez (en), alias El Lute, que les autorités avaient présenté dans les années 1960 comme « ennemi public numéro un ». C'est de Eleuterio Sánchez que provient une partie des informations existantes sur les mercheros et leur mode de vie.
En 2010, Maria Remedios García a écrit un roman autobiographique qui raconte ses expériences en tant que Merchera, fille de Pedro Pardo Romero surnommé El Peleas (« le combattant »), un parent de El Lute tué par l'ETA.